# Gmina Amsterdam (Stany Zjednoczone)

Położenie Gminy Amsterdam w hrabstwie Hancock

Gmina Amsterdam (ang. Amsterdam Township) – gmina w USA, w stanie Iowa, w hrabstwie Hancock. Według danych z 2000 roku gmina miała 927 mieszkańców, a jej powierzchnia wynosi 92,83 km².